# Orbite elliptique élevée
Pour les articles homonymes, voir HEO.

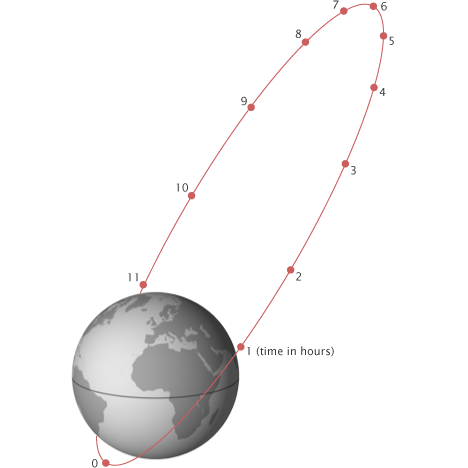
Exemple d'orbite elliptique élevée: une orbite de Molnia.

Une orbite elliptique élevée[réf. nécessaire] est une orbite terrestre haute avec une périapside de basse altitude et une apoapside de haute altitude (plus de 35 786 kilomètres).
Contrairement à la plupart de ceux situés sur une orbite géostationnaire, les véhicules spatiaux situés sur une orbite elliptique élevée peuvent généralement voir les deux pôles de la Terre.

## Sirius Satellite Radio
Le Sirius Satellite Radio utilise une orbite elliptique élevée afin de garder deux satellites positionnés au-dessus de l'Amérique du Nord tandis qu'un autre satellite balaie rapidement la partie sud de son orbite de 24 heures. La longitude au-dessus de l'apoapside dans la petite boucle demeure relativement constante alors que la Terre tourne. Les trois différents orbites sont espacés de façons égale autour de la Terre, mais partagent la même trace au sol.